# Чемпионат СССР по лёгкой атлетике 1945
Лично-командный чемпионат СССР по лёгкой атлетике 1945 года проходил с 9 по 16 сентября в Киеве на Республиканском стадионе имени Н. С. Хрущёва. На старт вышли 758 легкоатлетов, представлявшие команды союзных республик и городов Москвы и Ленинграда. На протяжении восьми дней были разыграны 39 комплектов медалей (25 у мужчин и 14 у женщин).
В 1945 году в программу чемпионатов СССР спустя 8 лет вновь была включена мужская ходьба на 20 км. Тон в этой дисциплине задавали представители Латвии, занявшие весь пьедестал почёта. Двукратным чемпионом страны стал рижанин Арнольд Круклиньш, установивший новые национальные рекорды в ходьбе на 10 км (46.58,6) и 20 км (1:39.58,2). Оба раза менее 10 секунд ему проиграл Петерис Зелтыньш.
Людмила Анокина трижды по ходу чемпионата выступала в метании копья. Сначала она выиграла этот вид с результатом 45,39 м, затем показала 45,13 м по ходу пятиборья, после чего получила шанс метнуть снаряд в соревнованиях на побитие рекорда. Турнир оправдал своё название: Анокина установила новый рекорд СССР, а также более чем на метр превысила официальный мировой рекорд — 48,39 м.
Продолжила свою победную серию толкательница ядра Татьяна Севрюкова. Она в четвёртый раз завоевала звание чемпионки СССР, а также в четвёртый раз по ходу сезона улучшила собственное всесоюзное достижение, доведя его до 14,31 м.
Наиболее яркое выступление среди мужчин удалось Сергею Кузнецову. Он установил два рекорда СССР: в прыжке в длину (7,49 м), где опередил ближайшего преследователя на 69 см, а также в десятиборье (7082 очка). Кузнецов стал первым советским десятиборцем, набравшим более 7000 очков по таблицам 1934 года.
41-летний Владимир Дьячков спустя 9 лет вновь занял первое место на чемпионате страны в прыжке с шестом. Эта победа стала для него десятой в карьере (остальные победы были достигнуты в прыжке с шестом, прыжке в высоту и беге на 110 метров с барьерами).
В упорной борьбе прошли мужские финалы на 100 и 200 метров. За первенство в обоих случаях боролись Николай Каракулов и Пётр Головкин. На более короткой дистанции первым финишной ленточки коснулся действующий чемпион Каракулов, на более длинной — его соперник.
Многократный чемпион и рекордсмен Союза в беге на средние дистанции Александр Пугачёвский пропускал киевский чемпионат, поскольку в это же время выступал на соревнованиях в Югославии. В его отсутствие дистанцию 800 метров выиграл Анатолий Зимин, 1500 метров — Эрих Веэтыусме. По аналогичной причине в Киев не приехали лидер женского спринта Евгения Сеченова, титулованный прыгун с шестом Николай Озолин, а также метательница диска Нина Думбадзе.
Москвичка Евдокия Васильева третий год подряд выиграла дистанции 800 и 1500 метров на чемпионате страны. А впервые подобный дубль ей удалось сделать ещё на довоенном первенстве 1938 года.
Галина Ганекер стала пятикратной чемпионкой СССР в прыжке в высоту, выиграв все пять последних чемпионатов подряд, в том числе два довоенных (1939, 1940) и два — в годы Великой Отечественной войны (1943, 1944).
Чемпионат СССР по кроссу был проведён в третий раз в истории и впервые — после 1938 года. Бегуны определили сильнейших 10 июня в Горьком.
Розыгрыш первенства СССР по марафону был возобновлён спустя пять лет. Чемпионат прошёл 21 октября в Грозном.

## Командное первенство
| Место | Команда       |
| ----- | ------------- |
| 1     | Москва        |
| 2     | Ленинград     |
| 3     | Эстонская ССР |

## Медалисты

### Мужчины
| Дисциплина                 | Золото                                                                | Золото           | Серебро                                                                     | Серебро           | Бронза                                       | Бронза            |
| -------------------------- | --------------------------------------------------------------------- | ---------------- | --------------------------------------------------------------------------- | ----------------- | -------------------------------------------- | ----------------- |
| 100 м                      | Николай Каракулов Москва                                              | 10,8             | Пётр Головкин Москва                                                        | 10,8              | Иван Анисимов Украинская ССР Киев            | 10,9              |
| 100 м                      | Николай Каракулов Москва                                              | 10,8             | Пётр Головкин Москва                                                        | 10,8              | Александр Ярко Москва                        | 10,9              |
| 200 м                      | Пётр Головкин Москва                                                  | 21,9             | Николай Каракулов Москва                                                    | 21,9              | Александр Ярко Москва                        | 22,0              |
| 400 м                      | Сергей Комаров Москва                                                 | 49,7             | Эгонт Димза Латвийская ССР Рига                                             | 51,3              | Г. Пастушенко Москва                         | 51,6              |
| 800 м                      | Анатолий Зимин Москва                                                 | 1.56,9           | В. Новожилов Ленинград                                                      | 1.57,0            | Эрих Веэтыусме Эстонская ССР Таллин          | 1.57,6            |
| 1500 м                     | Эрих Веэтыусме Эстонская ССР Таллин                                   | 3.57,0           | Станислав Пржевальский Москва                                               | 3.57,6            | Анатолий Зимин Москва                        | 3.59,8            |
| 5000 м                     | Станислав Пржевальский Москва                                         | 15.00,6          | Григорий Ермолаев Москва                                                    | 15.03,0           | Феодосий Ванин Москва                        | 15.06,4           |
| 10 000 м                   | Феодосий Ванин Москва                                                 | 31.37,8          | Григорий Ермолаев Москва                                                    | 31.53,8           | Моисей Иванькович Москва                     | 32.31,4           |
| 3000 м с препятствиями     | Пётр Степанов Москва                                                  | 9.29,6           | Владимир Казанцев Москва                                                    | 9.30,6            | Павел Зверев Москва                          | 9.31,4            |
| 110 м с барьерами          | Иван Анисимов Украинская ССР Киев                                     | 15,6             | Иван Степанчонок Москва                                                     | 15,6              | Дмитрий Ионов Ленинград                      | 15,7              |
| 200 м с барьерами          | Иван Анисимов Украинская ССР Киев                                     | 26,1             | Александр Ярко Москва                                                       | 27,0              | Константин Иванов Эстонская ССР Таллин       | 27,2              |
| 400 м с барьерами          | Борис Тарелкин Москва                                                 | 57,3             | Василий Соха Украинская ССР Харьков                                         | 58,3              | Михаил Ничкин Грузинская ССР Тбилиси         | 58,8              |
| Прыжок в высоту            | Габриэль Атанелов Грузинская ССР Тбилиси                              | 1,85 м           | Михаил Кузнецов Москва                                                      | 1,80 м            | Эдмунд Рохлин Ленинград                      | 1,80 м            |
| Прыжок с шестом            | Владимир Дьячков Москва                                               | 3,80 м           | Владимир Дубинин РСФСР Ростов-на-Дону                                       | 3,70 м            | Антон Юриссон Эстонская ССР Таллин           | 3,60 м            |
| Прыжок в длину             | Сергей Кузнецов Москва                                                | 7,49 м           | Пётр Головкин Москва                                                        | 6,80 м            | Гавриил Коробков Москва                      | 6,66 м            |
| Тройной прыжок             | Борис Замбримборц Москва                                              | 15,05 м          | Райво Арми Эстонская ССР Таллин                                             | 14,26 м           | Сергей Афанасьев Ленинград                   | 13,69 м           |
| Толкание ядра              | Дмитрий Горяинов Ленинград                                            | 14,58 м          | Виктор Тутевич Москва                                                       | 14,25 м           | Хейно Липп Эстонская ССР Тарту               | 14,00 м           |
| Метание диска              | Леонид Митропольский Москва                                           | 45,90 м          | Али Исаев Москва                                                            | 45,20 м           | Сергей Ляхов Туркменская ССР Ашхабад         | 43,50 м           |
| Метание молота             | Александр Шехтель Ленинград                                           | 52,16 м          | Артур Шехтель Ленинград                                                     | 48,09 м           | Йоханнес Коткас Эстонская ССР Таллин         | 46,55 м           |
| Метание копья              | Виктор Алексеев Ленинград                                             | 66,37 м          | Фридрих Иссак Эстонская ССР Таллин                                          | 61,21 м           | Харри Валлман Эстонская ССР Таллин           | 57,89 м           |
| Метание гранаты            | В. Котельников РСФСР Владивосток                                      | 75,18 м          | И. Ивлев Грузинская ССР Тбилиси                                             | 72,45 м           | Михаил Кондратьев Украинская ССР Киев        | 71,10 м           |
| Десятиборье*               | Сергей Кузнецов Москва                                                | 7082 очка (6677) | Гавриил Коробков Москва                                                     | 6419 очков (6118) | Пётр Денисенко Украинская ССР Днепропетровск | 6160 очков (5921) |
| Ходьба на 10 000 м         | Арнольд Круклиньш Латвийская ССР Рига                                 | 46.58,6          | Петерис Зелтыньш Латвийская ССР Рига                                        | 47.03,6           | Арнольд Фельдманис Латвийская ССР Рига       | 50.23,4           |
| Ходьба на 20 км            | Арнольд Круклиньш Латвийская ССР Рига                                 | 1:39.58,2        | Петерис Зелтыньш Латвийская ССР Рига                                        | 1:40.05,0         | Арнольд Фельдманис Латвийская ССР Рига       | 1:46.16,0         |
| Эстафета 4×100 м           | Москва Пётр Головкин Александр Ярко Сергей Кузнецов Николай Каракулов | 42,7             | Эстонская ССР Георг Гильде Константин Иванов Йоханнес Тальмре Райво Арми    | 44,2              | Ленинград                                    | 44,9              |
| Эстафета 800+400+200+100 м | Москва Анатолий Зимин Сергей Комаров Александр Ярко Николай Каракулов | 3.18,6           | Эстонская ССР Эрих Веэтыусме Александр Чикин Георг Гильде Константин Иванов | 3.21,4            | Ленинград                                    | 3.24,4            |

* Для определения победителя в соревнованиях десятиборцев использовалась старая система начисления очков. Пересчёт с использованием современных таблиц перевода результатов в баллы приведён в скобках.

### Женщины
| Дисциплина       | Золото                                                                       | Золото    | Серебро                              | Серебро    | Бронза                          | Бронза     |
| ---------------- | ---------------------------------------------------------------------------- | --------- | ------------------------------------ | ---------- | ------------------------------- | ---------- |
| 100 м            | Валентина Летова Москва                                                      | 12,5      | Елена Гокиели Грузинская ССР Тбилиси | 12,5       | Валентина Красикова Ленинград   | 12,5       |
| 200 м            | Валентина Красикова Ленинград                                                | 25,4      | Валентина Бородина Ленинград         | 25,5       | Валентина Радзиковская Москва   | 25,6       |
| 400 м            | Александра Чудина Москва                                                     | 59,0      | Евдокия Васильева Москва             | 1.00,2     | Полина Родина Москва            | 1.01,0     |
| 800 м            | Евдокия Васильева Москва                                                     | 2.18,3    | Людмила Горностаева РСФСР Свердловск | 2.18,6     | Ольга Овсянникова Москва        | 2.21,4     |
| 1500 м           | Евдокия Васильева Москва                                                     | 4.41,0    | Людмила Горностаева РСФСР Свердловск | 4.42,0     | Ольга Овсянникова Москва        | 4.45,2     |
| 80 м с барьерами | Валентина Фокина РСФСР Горький                                               | 11,6      | Елена Гокиели Грузинская ССР Тбилиси | 11,7       | Мария Барылова Москва           | 11,8       |
| Прыжок в высоту  | Галина Ганекер Азербайджанская ССР Баку                                      | 1,55 м    | Александра Чудина Москва             | 1,50 м     | Людмила Куликова Москва         | 1,50 м     |
| Прыжок в длину   | Галина Турова Москва                                                         | 5,61 м    | Елена Гокиели Грузинская ССР Тбилиси | 5,54 м     | Лидия Гайле Латвийская ССР Рига | 5,51 м     |
| Толкание ядра    | Татьяна Севрюкова Москва                                                     | 14,31 м   | Анна Андреева Москва                 | 13,06 м    | Антонина Цимот РСФСР Омск       | 12,68 м    |
| Метание диска    | Клавдия Маючая Москва                                                        | 43,40 м   | Александра Дядиченко Москва          | 38,12 м    | Галина Турова Москва            | 37,90 м    |
| Метание копья    | Людмила Анокина Ленинград                                                    | 45,39 м   | Татьяна Карпова РСФСР Иваново        | 43,36 м    | Клавдия Маючая Москва           | 41,38 м    |
| Метание гранаты  | Татьяна Карпова РСФСР Иваново                                                | 48,57 м   | Александра Чудина Москва             | 46,93 м    | Клавдия Маючая Москва           | 45,11 м    |
| Пятиборье        | Клавдия Емельянова РСФСР Свердловск                                          | 3671 очко | Элла Мицис Москва                    | 3500 очков | Людмила Анокина Ленинград       | 3414 очков |
| Эстафета 4×100 м | Ленинград Валентина Красикова Е. Маркелова Мария Акулаева Валентина Бородина | 49,7      | Украинская ССР                       | 51,6       | Латвийская ССР                  | 52,2       |

## Чемпионат СССР по кроссу
Чемпионат СССР по кроссу 1945 года прошёл 10 июня в городе Горький. Соревнования вернулись во всесоюзный легкоатлетический календарь после 7-летнего перерыва. На старт у памятника лётчику Валерию Чкалову на площади Минина и Пожарского вышли 70 лучших кроссменов СССР, недавно бежавших профсоюзно-комсомольский кросс.
| Место | Спортсмен               | Время   |
| ----- | ----------------------- | ------- |
| 1     | Феодосий Ванин Москва   | 27.55,4 |
| 2     | Степан Вакуров Москва   | 28.23,5 |
| 3     | Залипский Москва        | 28.54   |
| 4     | Ветринас Латвийская ССР | 29.06   |
| 5     | Лавров[уточнить] Москва | 29.11   |
| …     | …Яков Пунько Москва…    | …       |

| Место | Спортсменка                                    | Время  |
| ----- | ---------------------------------------------- | ------ |
| 1     | Ольга Овсянникова Москва                       | 7.16,4 |
| 2     | Анна Мушкина Москва                            | 7.23,0 |
| 3     | Анастасия Шмелькова РСФСР Свердловск           | 7.25,0 |
| 4     | Тамара Панкратова РСФСР Брянская область       |        |
| 5     | Людмила Горностаева РСФСР Свердловск           |        |
| …     | …Подолякина Москва…Гущина[уточнить] Чебоксары… | …      |

## Чемпионат СССР по марафону
Лично-командный чемпионат СССР по марафону 1945 года прошёл 21 октября в Грозном. На старт вышли 18 бегунов (11 из Ленинграда и 7 из Москвы). На середине дистанции забег возглавил Василий Гордиенко из Ленинграда, его результат на отметке полумарафона — 1:19.45. Вплотную за ним находились четыре бегуна, но вскоре они позволили лидеру создать значительный отрыв. В то же время самый высокий темп на второй половине предложил Валентин Панфёров. Если к середине дистанции он пришёл 12-м с 6-минутным отставанием от первого места, то сразу после этой отсечки начал стремительно сокращать гандикап. Вместе с Петром Русаковым он догнал Гордиенко уже в черте города, а на последних трёх километрах легко убежал от товарищей по сборной Ленинграда. В свою очередь, Русаков оказался сильнее Гордиенко в споре за второе призовое место.
| Место | Спортсмен                                                 | Время       |
| ----- | --------------------------------------------------------- | ----------- |
| 1     | Валентин Панфёров КИМ Ленинград                           | 2:47.51,8   |
| 2     | Пётр Русаков Ленинград                                    | 2:50.39,0   |
| 3     | Василий Гордиенко Ленинград                               | 2:51.06,0   |
| 4     | Соловьёв[уточнить] ЛДКА Ленинград                         | 2:54.17     |
| 5     | Минин[уточнить] ЛДКА Ленинград                            | 2:54.48     |
| 6     | Сеньков Спартак Ленинград                                 | 2:56.21     |
| 7     | Наумычев[уточнить] Спартак Москва                         | 2:56.40     |
| …     | …Барабанщиков[уточнить] Ленинград…Перов[уточнить] Москва… | …           |
| —     | Лавров[уточнить] Москва                                   | DNF (2б км) |
| —     | Залипский Москва                                          | DNF (2б км) |